# Miloš Blagojević
Pour les articles homonymes, voir Blagojević.
Miloš Blagojević (en serbe cyrillique : Милош Благојевић ; né le 17 octobre 1930 à Miletićevo et mort le 27 juin 2012 à Belgrade) est un historien yougoslave puis serbe, spécialiste de l'histoire de la Serbie médiévale. Il était membre de l'Académie serbe des sciences et des arts.
Miloš Blagojević s'est particulièrement intéressé à la question des relations agraires dans la Serbie médiévale.

## Biographie
Miloš Blagojević est né le 17 octobre 1930 dans l'ancien Royaume de Yougoslavie, dans ce qui était alors la banovine du Danube. Après ses études élémentaires effectuées dans son village natal de Miletićevo, il a fréquenté le lycée de Vršac puis est sorti diplômé de l'Académie navale de Split en 1951. En octobre de la même année, il a été arrêté pour des activités présumées subversives par Informbiro et a été condamné à six ans de prison ; il a purgé sa peine dans des camps de concentration pour officiers à Bileća et sur l'île de Goli Otok ; sa peine a été réduite de deux ans et il a ainsi été libéré de Goli Otok sur parole à la fin de 1955.
Interdit de carrière militaire, Miloš Blagojević s'inscrit au Département d'histoire de la Faculté de philosophie de l'université de Belgrade ; il y obtient son diplôme en 1960 mais, en raison de son passé politique, il n'est autorisé ni à devenir assistant ni à s'inscrire immédiatement à des études de troisième cycle. Il a travaillé pendant deux ans à l'école élémentaire de Miletićevo, et en 1962, il est devenu assistant à l'Institut historique de l'Académie serbe des sciences et des arts à Belgrade, où il a travaillé jusqu'en 1972. Il a décidé d'étudier l'histoire médiévale serbe, en particulier l'histoire économique et sociale et a soutenu sa thèse de maîtrise sur Les Montagnes et les Pâturages dans la Serbie médiévale en 1966, et sa thèse de doctorat sur L'Agriculture dans la Serbie médiévale en 1970.
Il a été élu chercheur associé à l'Institut d'histoire en 1971, professeur assistant à la Faculté de philosophie de Belgrade en 1972 puis il a été élu professeur associé en 1977 et professeur en titre en 1983.
Miloš Blagojević a été élu membre correspondant de l'Académie serbe des sciences et des arts en 2000 et membre de plein droit en 2006.
Il est mort à Belgrade, dans la nuit du 26 au 27 juin 2012,.

## Prix et distinctions
Miloš Blagojević a reçu le prix Vladimir Ćorović pour l'ensemble de son œuvre.

## Ouvrages et contributions
- (sr) Miloš Blagojević, « Srednjovekovni zabel » [« Le zabel[N 1] médiéval »], Istorijski časopis (Revue historique), Istorijski institut (Institut d'histoire), nos 14-15,‎ 1965, p. 1-17 (lire en ligne) - Article intégral en serbe avec résumé en français.
- (sr) Miloš Blagojević, « Planine i pašnjaci u srednjovekovnoj Srbiji (XIII i XIV vek) » [« Montagnes et pâturages dans la Serbie médiévale (XIIIe et XIVe siècles) »], Istorijski glasnik, vol. 2—3,‎ 1966, p. 3—95 (lire en ligne)
- (sr) Miloš Blagojević, « Kada je kralj Dušan potvrdio Dečansku hrisovulju? » [« Quand le roi Dušan a-t-il confirmé le chrysobulle de Dečani ? »], Istorijski časopis, nos 16-17 (1966-1967),‎ 1970, p. 79—86 (lire en ligne) - Article intégral en serbe.
- (sr) Miloš Blagojević, « Obrok i priselica » [« Obrok et priselica[N 2] »], Istorijski časopis, no 18,‎ 1971, p. 165-188 (lire en ligne) - Article intégral en serbe avec un résumé en français.
- (sr) Miloš Blagojević, Zemljoradnja u srednjovekovnoj Srbiji [« L'Agriculture dans la Serbie médiévale »], Belgrade, Istorijski institut, 1973, 463 p. (lire en ligne)
- (sr) Miloš Blagojević, « Tepčije u srednjovekovnoj Srbiji, Bosni i Hrvatskoj » [« Les tepčije[N 3] dans la Serbie médiévale, en Bosnie et en Croatie »], Istorijski glasnik, vol. 1-2,‎ 1976, p. 7-47 (lire en ligne)
- (sr) Miloš Blagojević et Vojislav Đurić (directeur de l'édition), Colloque scientifique International Sava Nemanjić - Saint Sava, histoire et tradition, Belgrade, Académie serbe des sciences et des arts, 1979, 512 p. (lire en ligne), « Zakon svetoga Simeona i svetoga Save (La loi de saint Siméon et de saint Sava) », p. 129-166
- (sr) Miloš Blagojević, « Savladarstvo u srpskim zemljama posle smrti cara Uroša » [« La souveraineté sur les terres serbes après la mort de l'empereur Uroš »], Zbornik radova Vizantološkog instituta (Recueil des travaux de l'Institut d'études byzantines), no 21,‎ 1976, p. 183-212 (lire en ligne) - Article intégral en serbe avec un résumé en anglais.
- (sr) Miloš Blagojević, Istorija srpskog naroda : Od najstarijih vremena do Maričke bitke (1371) [« Histoire du peuple serbe : Des temps les plus reculés jusqu'à la bataille de la Maritsa »], vol. 1, Belgrade, Srpska književna zadruga, 1981 (lire en ligne), « Osnove privrednog razvitka (Les bases du développement économique) »
- (sr) Miloš Blagojević, Istorija srpskog naroda : Od najstarijih vremena do Maričke bitke (1371) [« Histoire du peuple serbe : Des temps les plus reculés jusqu'à la bataille de la Maritsa »], vol. 1, Belgrade, Srpska književna zadruga, 1981 (lire en ligne), « Vladar i podanici, vlastela i vojnici, zavisni ljudi i trgovci (Souverain et sujets, nobles et soldats, serfs et marchands) »
- (sr) Miloš Blagojević, Istorija srpskog naroda : Od najstarijih vremena do Maričke bitke (1371) [« Histoire du peuple serbe : Des temps les plus reculés jusqu'à la bataille de la Maritsa »], vol. 1, Belgrade, Srpska književna zadruga, 1981 (lire en ligne), « Ideja i stvarnost Dušanovog carevanja (L'idée et la réalité du règne de Dušan) »
- (sr) Miloš Blagojević, Istorija srpskog naroda : Doba borbi za očuvanje i obnovu države (1371-1537) [« Histoire du peuple serbe : L'ère des luttes pour la préservation et la reconstruction de l'État (1371-1537) »], vol. 2, Belgrade, Srpska književna zadruga, 1982 (lire en ligne), « Vrhovna vlast i državna uprava (Le gouvernement suprême et l'administration de l'État) », p. 109-127
- (sr) Miloš Blagojević et Momčilo Spremić, Istorija srpskog naroda : Doba borbi za očuvanje i obnovu države (1371-1537) [« Histoire du peuple serbe : L'ère des luttes pour la préservation et la reconstruction de l'État (1371-1537) »], vol. 2, Belgrade, Srpska književna zadruga, 1982 (lire en ligne), « Slom Crnojevića (L'effondrement des Crnojević) », p. 414-430
- (sr) Miloš Blagojević, « Pregled istorijske geografije srednjovekovne Srbije » [« Un aperçu de la géographie historique de la Serbie médiévale »], Zbornik Istorijskog muzeja Srbije, no 20,‎ 1983, p. 45-126 (lire en ligne)
- (sr) Miloš Blagojević, « Gospodari Srba i Podunavlja: Prilog srpskoj diplomatici » [« Les maîtres des Serbes et de la région du Danube : une contribution à la diplomatie serbe »], Istorijski glasnik, vol. 1-2,‎ 1983, p. 43-52
- (sr) Miloš Blagojević, « Krajišta srednjovekovne Srbije od 1371. do 1459. godine » [« Les bornes de la Serbie médiévale de 1371 à 1459 »], Istorijski glasnik, vol. 1-2,‎ 1987, p. 29-42 (lire en ligne)
- (sr) Miloš Blagojević et Sreten Petković, Srbija u doba Nemanjića: Od kneževine do carstva 1168-1371 [« La Serbie au temps des Nemanjić : de la principauté à l'empire 1168-1371 »], Belgrade, Vajat, 1989, 283 p. (ISBN 9788670390287, lire en ligne)
- (sr) Miloš Blagojević, Vekovi Srba: Srbi, srpske države i zemlje [« Les Siècles des Serbes : les Serbes, les Ètats et les terres serbe »], Gornji Milanovac, Dankomerc, 1992, « Srpski narod i srpske zemlje u srednjem veku (Le peuple serbe et les terres serbes au Moyen Âge) », p. 9-92
- (sr) Miloš Blagojević, « O nacionalnim i državnim interesima u delima Domentijana: Srbi izabrani narod » [« Les intérêts nationaux et étatiques dans les œuvres de Domentijan : les Serbes comme peuple élu »], Istorijski glasnik, vol. 1-2,‎ 1994, p. 15-28 (lire en ligne)
- (sr) Miloš Blagojević, « Istočna granica despotovine od 1428. do 1439. godine » [« La frontière orientale du Despotat de 1428 à 1459 »], Istorijski glasnik, vol. 1-2,‎ 1995, p. 23-36 (lire en ligne)
- (sr) Miloš Blagojević, Državna uprava u srpskim srednjovekovnim zemljama [« L'Administration de l'État dans les terres médiévales serbes »], Belgrade, Službeni list SRJ, 1997, 336 p. (ISBN 9788635503714, lire en ligne)
- (sr) Miloš Blagojević, « Srpske udeone kneževine » [« Les principautés partagées en Serbie »], Zbornik radova Vizantološkog instituta, no 36,‎ 1997, p. 45-62 (lire en ligne) - Article intégral en serbe avec résumé en anglais.
- (sr) Miloš Blagojević, Srbija Nemanjića i Hilandar [« La Serbie des Nemanjić et Hilandar »], Novi Sad, Društvo istoričara Južnobačkog i Sremskog okruga, 1998
- (sr) Miloš Blagojević et Dejan Medaković, Istorija srpske državnosti [« Histoire de l'État serbe »], Novi Sad, Ogranak SANU, 2000 (lire en ligne)
- (sr) Miloš Blagojević, Nemanjići i Lazarevići i srpska srednjovekovna državnost [« Les Nemanjić, les Lazarević et l'État serbe médiéval »], Belgrade, Zavod za udžbenike i nastavna sredstva, 2004, 452 p. (ISBN 9788617121882, lire en ligne)
- (sr) Miloš Blagojević, « Veliki knez i zemaljski knez » [« Le grand prince et le prince territorial »], Zbornik radova Vizantološkog instituta, no 41,‎ 2004, p. 293-318 (lire en ligne [PDF]) - Article intégral en serbe avec résumé en français.
- (sr) Miloš Blagojević, Spomenica Milana Vasića [« À la mémoire de Milan Vasić »], Banja Luka, Académie des sciences et des arts de la République serbe, 2005, « Vlaški knezovi, premićiri i čelnici u državi Nemanjića i Kotromanića XIII-XIV (Princes valaques et princes locaux dans l'État des Nemanjić et des Kotromanić XIIIe et XIVe siècles) », p. 43-77
- (sr) Miloš Blagojević, Posedi manastira Hilandara na Kosovu i Metohiji (XII-XV vek) [« Les Biens du monastère de Hilandar au Kosovo et en Métochie (XIe – XVe siècles) »], Belgrade, Zavod za udžbenike i nastavna sredstva, 2006, 115 p. (ISBN 9788617134943, lire en ligne)
- (sr) Miloš Blagojević, « Srpska administrativna podela Kosova i Metohije u XII veku » [« La division administrative serbe du Kosovo-et-Métochie au XIIe siècle »], Zbornik radova sa naučnog skupa,‎ 2006, p. 125-138 (lire en ligne [PDF], consulté le 17 mars 2021) - Article intégral en serbe avec résumé en anglais sur le site de Wayback Machine.
- (sr) Miloš Blagojević, Manastir Morača [« Le Monastère de Morača »], Belgrade, Balkanološki institut SANU, 2006 (ISBN 9788671790468, lire en ligne), « Titule prinčeva iz kuće Nemanjića u XII i XIII veku (Les titres des princes de la maison Nemanjić aux XIIe et XIIIe siècles) », p. 33-44
- (sr) Miloš Blagojević, Kosovo i Metohija: Prošlost, sadašnjost, budućnost [« Kososo et Métochie : Passé, présent et avenir »], Belgrade, Académie serbe des sciences et des arts, 2007, « Teritorije kneza Lazara na Kosovu i Metohiji (Les territoires du prince Lazar au Kosovo et Métochie) », p. 5-18
- (sr) Miloš Blagojević, « Arbanasi u svetlosti nastarijih srpskih izvora » [« Les Albanais à la lumière des plus anciennes sources serbes »], Zbornik Matice srpske za istoriju, nos 75-76,‎ 2007, p. 7-22 (lire en ligne [PDF], consulté le 17 mars 2021) - Article intégral en serbe avec résumé en anglais.
- (sr) Miloš Blagojević, « Zakon gospodina Konstantina i carice Jevdokije » [« La loi du seigneur Constantin et de l'impératrice Jevdokija »], Zbornik radova Vizantološkog instituta, nos 44-2,‎ 2007, p. 447-458 (lire en ligne [PDF], consulté le 17 mars 2021) - Article intégral en serbe avec résumé en français.
- (sr) Miloš Blagojević, « O izdaji ili neveri Vuka Brankovića » [« À propos de la trahison ou de la perfidie de Vuk Branković »], Zbornik Matice srpske za istoriju, nos 79-80,‎ 2009, p. 7-42 (lire en ligne [PDF], consulté le 17 mars 2021) - Article intégral en serbe avec résumé en anglais.
- (sr) Miloš Blagojević, Zahumsko-hercegovačka episkopija i mitropolija od osnivanja do kraja XIX veka [« L'évêché et la métropole de Zachloumie-Herzégovine de sa création jusqu'à la fin du XIXe siècle »], Belgrade, Svet knjige, 2009
- (sr) Miloš Blagojević, « O predaji Beograda kralju Žigmundu 1427. godine » [« La reddition de Belgrade au roi Sigismond en 1427 »], Zbornik Matice srpske za istoriju, no 82,‎ 2010, p. 7-22
- (sr) Miloš Blagojević, Srpska državnost u srednjem veku [« L'État serbe au Moyen Âge »], Belgrade, Srpska književna zadruga, 2011[N 4],[4]
- (sr) Miloš Blagojević, « Nemanjići i državnost Duklje-Zete-Crne Gore » [« Les Nemanjić et l'État de Dioclée-Zeta-Monténégro »], Zbornik Matice srpske za istoriju, no 83,‎ 2011, p. 7-24 - Article intégral en serbe avec résumé en anglais sur le site de Wayback Machine.